# میگل پیکاسو
میگل پیکاسو (اسپانیایی: Miguel Picazo‎؛ زادهٔ ۲۷ مارس ۱۹۲۷) یک کارگردان فیلم، فیلم‌نامه‌نویس و هنرپیشه اهل اسپانیا است.